# Pleuro
Pleuro est un village du Nord de la Côte d'Ivoire. Il est situé à 12 km au sud du département de Dikodougou dans la région du Poro, district des Savanes. 